# Justizvollzugsanstalt Detmold
Die Justizvollzugsanstalt Detmold ist eine Justizvollzugsanstalt des geschlossenen Vollzuges für Männer in Detmold im Regierungsbezirk Detmold in Nordrhein-Westfalen.

## Geschichte
Baubeginn war 1958, 1961 wurde die Anstalt in Betrieb genommen. Die Anstalt wurde in doppelter Atriumsbauweise errichtet. In den 1960er und 1970er Jahren wurde die Anstalt immer wieder aufgestockt. 1984 wurden die Bauarbeiten zur Aufstockung des Hauptgebäudes beendet. 1986 wurden die Umbauarbeiten an der Pforte und dem Verwaltungsgebäude beendet. 2003 wurde nach Umbauarbeiten eine sozialtherapeutische Abteilung mit 15 Haftplätzen eingerichtet. Seit 2007 gibt es eine Abteilung mit 22 Plätzen für lebensältere Gefangene ab 62 Jahre.
Eine Vorgängereinrichtung der heutigen Justizvollzugsanstalt war früher im heutigen Gebäude des Arbeits- sowie des Sozialgerichtes Detmold untergebracht, das als Strafwerkhaus errichtet worden ist.

## Zuständigkeit
Die JVA Detmold ist zuständig für die Vollstreckung von:
- Untersuchungshaft, Auslieferungs- und Durchlieferungshaft an Erwachsenen
- Zivilhaft und Strafarrest
- Freiheitsstrafe (Regelvollzug) von drei Monaten bis einschließlich zwei Jahre
- Freiheitsstrafe von mehr als zwei Jahren entsprechend dem Ergebnis des Einweisungsverfahrens
- Freiheitsstrafe von mehr als 24 Monaten bis einschl. 48 Monate an Ausländern
- Sozialtherapeutische Abteilung[5].

Hierbei erstreckt sich die örtliche Zuständigkeit im Wesentlichen auf den Landgerichtsbezirk Detmold.
Die Zuständigkeiten der Justizvollzugsanstalten in Nordrhein-Westfalen sind im Vollstreckungsplan des Landes NRW geregelt (AV d. JM v. 16. September 2003 – 4431 – IV B. 28 -).